# Économie verte
Ne doit pas être confondu avec Économie écologique ou Économie de l'environnement.
 (novembre 2024).
Si vous disposez d'ouvrages ou d'articles de référence ou si vous connaissez des sites web de qualité traitant du thème abordé ici, merci de compléter l'article en donnant les références utiles à sa vérifiabilité et en les liant à la section « Notes et références ».
L'économie verte est l'activité économique « qui entraîne une amélioration du bien-être humain et de l’équité sociale tout en réduisant de manière significative les risques environnementaux et la pénurie de ressources ». 
Ce modèle économique obéit aux règles, aux principes et aux critères du développement durable. Les autres modèles économiques peuvent parfois être qualifiés de gris ou noirs ; conduisant aux pollutions, au gaspillage et/ou à l'épuisement des ressources non renouvelables, et à la destruction de l'environnement, ou rouges dans le cas où l'on tire profit de la vente des armes par exemple. 
Avant tout, l'économie verte est liée au respect de la nature et cherche à maintenir le capital naturel en équilibre (c'est-à-dire à ne pas consommer plus de ressource que ce que les écosystèmes, la Terre et le Soleil peuvent fournir, tout en maintenant les services écosystémiques équitablement disponibles pour tous et pour les générations futures). Au sein de l'économie verte, les éco-activités s'attachent donc directement à la restauration ou à la protection de l'environnement et la préservation des ressources naturelles et humaines, surtout quand elles sont pas, peu, difficilement, lentement ou coûteusement renouvelables. Elles cherchent à réduire l'empreinte écologique des produits ou services qu'elles proposent. Cela peut par exemple concerner les secteurs de la gestion des déchets et de l'eau, de la qualité de l'air, de l'efficacité énergétique, de la réduction des émissions de gaz à effet de serre ou des énergies renouvelables.
En France, un comité de l'économie verte a été créé.

## Secteurs privilégiés par l'économie verte
Selon Karl Burkart, l'économie verte est basée sur six secteurs principaux :

### Énergie renouvelable
Par évidence, ce secteur est devenu porteur et avantage l'augmentation des bénéfices pour les pays producteurs de technologie. Mais même avec un coût élevé pour les pays acheteurs, il a le mérite de conduire à la diminution des émissions de gaz à effet de serre.

### Construction écologique
On vise ici l'utilisation de matériaux locaux, ou ceux qualifiés de renouvelables et ayant subi une amélioration donnant une valorisation et même une valeur ajoutée sans nuisibilité grandiose de l'environnement dans le processus de leur préparation. Ce domaine englobe aussi les constructions bioclimatiques économisant la consommation de l'énergie pour le chauffage de l'eau et l'accès à l'air conditionné.

### Moyens de transport
À court terme, par l'optimisation de l'utilisation des énergies fossiles en augmentant l'efficience et en contrôlant des émissions. À long terme, le basculement vers l'utilisation des énergies renouvelables. L'amélioration des services comme le transport collectif innovant, le planning et les choix de réseaux efficaces sont aussi visés. L'utilisation des ressources biologiques ayant une performance sont recherchées.

### Gestion de l'eau
L'optimisation de la production et de la distribution comme aussi le recyclage ou la préservation sont les voies possibles de la rationalisation du capital eau-vie. La lutte contre le gaspillage pousse aussi à revoir ce qu'il faut utiliser comme arbres pour un reboisement ou un embellissement. L'utilisation de l'eau potable dans des procédures gourmandes comme le lavage et l'industrie sont donc à bannir. Le traitement des eaux ne doit en aucun cas constituer ou générer des sources nuisibles à la santé et à l'environnement.

### Gestion des déchets
Leur mauvaise gestion entraîne, en plus à la dégradation de la nature, des coûts plus élevés pour freiner leurs actions. L'amélioration de la collecte, du transport et la réutilisation relèvent de la culture et de l'organisation des sociétés. Les pratiques ne sont pas les mêmes selon les milieux, urbains ou ruraux mais le principe est le même pour proposer une rationalisation de la consommation à la base et une meilleure gestion par la suite pour augmenter et accélérer leur récupération. La valorisation constitue un meilleur compromis pour assurer des valeurs ajoutées.

### Aménagement du territoire
Il vise une économie circulaire, une production propre, une gestion plus rationnelle des milieux en recherchant la préservation des écosystèmes et l'intégrité de la Biodiversité, concept qui est au cœur du mot « vert ». Ce secteur englobe : l'agriculture écologique, la conservation des habitats, la reforestation et des modes doux de sylviculture, la création ou gestion de parcs et les forêts urbaines, la protection des sols et des milieux en général. Dans ces domaines, toute précaution non prise à temps conduira à une surcharge ultérieure des coûts voire à des dégradations irréversibles. Il s'agit ici d'intégrer une approche écosystémique à l'économie, ce qui implique de comprendre et évaluer les écosystèmes et de la Biodiversité.

## Statistiques
En 2006, l'Allemagne détenait une part de 16,1 % du marché mondial des biens contribuant à la protection de l'environnement, ce qui en faisait le numéro un, selon le ministère allemand de l'Environnement. Quelque 1,8 million d'Allemands (4,5 % du total des salariés du pays) vivent de l'économie verte.
En France, selon l'INSEE, ce secteur a mieux supporté la crise que d'autres branches de l'économie nationale en 2009 et 2010 : « les effectifs des éco-activités ont en effet progressé de 4,5 % lors de cette période, malgré la crise de 2009. L’Institut a même noté une évolution soutenue de l’emploi portée par le domaine des énergies renouvelables, notamment le photovoltaïque »). En 2009, selon l'INSEE, environ 960 000 emplois (4 % de l'emploi intérieur total) en dépendaient, dont 50 % (434 000 postes) dans les éco-activités et 50 % (526 000 équivalents temps plein environ) dans la production de biens et de services périphériques à la protection de l'environnement,.

## Valeur verte
C'est le nom parfois donné à la survaleur patrimoniale (ou « valeur nette additionnelle d’un logement dégagé grâce à une meilleure performance environnementale, que ce soit au niveau de la performance énergétique du bien mais également à l’accès aux transports en commun, à ses matériaux de construction, à la qualité de son insertion locale, etc. », traduite en termes financiers). C'est une valeur induite par la performance énergétique et plus largement environnementale du bâti. Elle était en France, début 2012, estimée à +/- 6 %. Elle est notamment évaluée par le diagnostic de performance énergétique (DPE). « En situation d’achat ou de location, 8 Français sur 10 accordent de l’importance au DPE ; pour plus d’1/3, c’est un critère « très important ». Même constat pour la vente : environ 7 interviewés sur 10 lui accordent une attention particulière, 3 sur 10 seulement le considérant comme une simple formalité administrative ».
Le 8 février 2012, un colloque organisé par l'ANIL (Agence nationale pour l'information sur le logement) et la CAPEB, a traité de l'impact de la performance énergétique sur les coûts de construction, pour le « neuf » (mieux encadré et évalué) et la rénovation (plus hétérogène), enjeu croissant par exemple dans le cadre du Plan Bâtiment Grenelle (à la suite du Grenelle de l'environnement), du dispositif « Feebat », du programme « Rage » ou des démarches qualité.
Les coûts et économies sont liés aux études, audits, évaluation thermiques, matériaux et techniques d'isolation, réalisation des travaux, gestion des déchets, avec des « temps de retour » dont les enjeux diffèrent selon le point de vue du client ; Bailleurs sociaux, hôtels, tertiaire, collectivités, particuliers propriétaire (locataire ou maître d'ouvrage).
Alain Maugard, président de Qualibat, estime qu'il n'y a plus en 2012 de surcoût pour la rénovation BBC quand elle utilise les techniques constructives maîtrisée d'isolation (estimation encore discutée). Il plaide donc pour une obligation de rénovation énergétique lors d'une cession ou mise en location d'un bien immobilier.
Le temps de retour pour le neuf serait de 10 ans en moyenne (ou 12 ans en tenant compte des incertitudes sur le coût de la maintenance et des coûts futurs de l'énergie. Pour une rénovation partielle ou BBC de l'ancien, le temps de retour serait de 10 à 20 ans (plus long sur l'isolation des murs menuiseries extérieures, et donc a priori moins intéressant pour des occupants envisageant de changer de logement).
Selon la FNAIM (Fédération nationale de l'immobilier) la rentabilité d'un investissement d'efficience énergétique est pour 52 % des personnes sondées intéressant pour la diminution de consommation qu'elle permet ; 25 % ont d'abord un objectif de protection de l'environnement ; et 19 % cherchent à améliorer le confort (acoustique et/ou thermique) de l'habitat ; 4 % le font pour augmenter la valeur de leur bien immobilier. Les incitations (PTZ+, éco-prêts collectif et individuel) semblent importants, ainsi que l'engagement des professionnels (agences immobilières promouvant les bâtiments à haute performance énergétique, syndic de copropriété cherchant à réduire les consommations, administrateurs de biens motivant les bailleurs à accroître la valeur de leur patrimoine en les améliorant énergétiquement, etc. Le secteur locatif privé (copropriétés notamment reste peu actif dans ce domaine) ; Une « Garantie de performance environnementale » devrait encourager ces démarches.

## Critique de l'écoblanchiment, controverses
En juin 2012, à l'approche du Rio+20 (un Sommet de la Terre), une économiste et membre du conseil scientifique d'ATTAC, Geneviève Azam déclare : « L’économie verte, c’est la marchandisation de la nature. Nous refusons que s’exerce un droit de propriété sur la nature, qui ne peut pas être gérée de manière rationnelle. Les services écosystémiques sont rendus gratuitement. »

## Dans le monde
L'idée d'une économie verte est soutenue par l'ONU et l'UE et trouve de nombreux échos dans le monde.
Un Green New Deal Group propose de résoudre à la fois la crise du crédit, celle du climat et les coûts élevés du pétrole. Mais les risques d'effet rebond ainsi que des accusations parfois étayées d' « écoblanchiment » (verdâtrie), ou les suites de scandales environnementaux et sanitaires entachent la confiance et crédibilité que le public pourrait porter à de nombreuses démarches économiques et industrielles.

### France
Selon l'INSEE, de 2004 à 2010, le nombre d'emplois liés à l'environnement a augmenté de plus de 20 % (moyenne de +3,4 %/an très supérieure à celle des autres branches de l'économie).
En 2010, les éco-activités se sont développées (+4,5 %), avec 453 000 personnes employées, surtout dans la gestion des eaux usées (100 000 postes) et le secteur des déchets (100 000 emplois), alors que la gestion et gestion restauratoire des ressources naturelles représentait 1/4 des emplois verts (125 000 équivalents temps plein), dont 50 % dans le domaine en développement des énergies renouvelables (solaire, éolien) où l'évolution a atteint +19 %.
Un Comité pour l'économie verte a été créé, avec pour mission de travailler sur la fiscalité écologique (fiscalité de l'énergie notamment), sur l'économie circulaire, l'eau et la biodiversité afin de favoriser la transition énergétique. Il émet des avis, diagnostics et recommandations (souvent adoptés par consensus). Concernant la Stratégie pour la mer et le littoral, il étudie les stratégies fiscales et économiques susceptibles de préserver les écosystèmes marins et encourager la soutenabilité du développement des activités maritimes. Il travaille aussi sur l'artificialisation des sols sur la biodiversité et sur sa limitation.

## Les entreprises «vertes» auraient des employés en moyenne plus productifs
Une étude étude quantitative publiée en 2014 a exploité les résultats d'un questionnaire adressé à plus de 10 000 salariés de 5 220 entreprises françaises. Les auteurs ont conclu à une productivité moyenne par employé 16 % plus élevée que la moyenne dans les entreprises ayant mis en place des standards environnementaux. Ces standards sont par exemple ISO 14001, la certification commerce équitable et/ou agriculture biologique...).
L'explication serait la mise en place d'un cercle vertueux impliquant une motivation accrue des employés, un meilleur taux de formation et de meilleures relations entre collègues source d'un meilleur environnement de travail, qui attire d'autres salariés plus compétents et/ou motivés. Selon les employés, l'engagement environnemental de l'entreprise rend le travail plus satisfaisant et motivant. Les normes environnementales favorisent aussi une amélioration organisationnelle (par exemple ISO 14001 impose une formation continue des employés et une amélioration continue sur l'engagement environnemental de l'entreprise et son efficacité), encourageant l'innovation, le transfert de connaissances et de retour d'expérience et la transversalité entre départements et collègues, via des interactions souvent plus positives entre employés.
Dans certains cas, la santé au travail est améliorée par les pratiques environnementales et les employées en sont satisfaits (ex : les équipes de ménage d'un hôtel soulignent ressentir moins de maux de tête, d'allergies et déclarent moins de jours de congé maladie après avoir remplacé les produits traditionnels d'entretien par des produits sans composés toxiques.
Les nouveaux embauchés sont dans ces entreprises souvent plus motivés et plus ouverts pour adopter et rechercher des standards environnementaux élevés, ce qui rend l'entreprise encore plus attirante et performante, etc. Selon l'étude, ces entreprises sont également plutôt mieux gérées, peut être dès leur création, mais aussi grâce aux procédures d'écocertification qui encouragent une meilleure gestion. L'image de l'entreprise est également améliorée auprès de la puissance publique.